# Anna Perenna

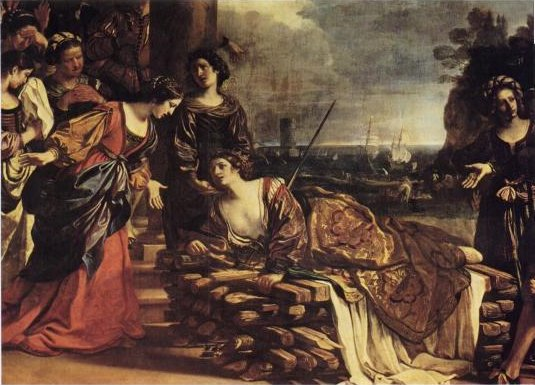
Pintura titulada Suïcidi de Dido, obra de Guercino, 1625 (galeria Spada, Roma). La figura de l'esquerra ha estat identificada amb Anna Perenna

Anna Perenna va ser una deïtat romana que presidia el cicle anual. Les llegendes sobre ella són narrades per Ovidi i Virgili. Segons ells, era filla de Belos i germana de Dido.

## Característiques i atributs
Se la considerava una personificació femenina de l'any i del seu perpetu retorn, per això se l'anomenava Anna ac Peranna, de l'adjectiu perennis («de tot l'any, perenne»). Entre els romans, hi havia una dita popular formada a partir del seu nom: "annare perannareque commode", que es podria traduir com «passar un bon any des de l'inici fins a l'acabament». Es creu que, inicialment, era una representació de la divinitat de l'abundància i de l'alimentació. Aquesta teoria es fonamenta en coincidir amb l'arrel sànscrita "ann", que té el significat de «aliment», que també va originar el terme annona («producte alimentari subministrat per l'estat»). Pel que fa al seu origen etimològic, també hi ha qui la relaciona amb amnis perennis, divinitat de les aigües, mentre que d'altres li atribueixen un origen etrusc i una relació amb la terra. Una última explicació pot remuntar els seus orígens a l'àmbit de la pagesia i la identifica com un símbol de la natura, ja que el seu culte coincidia amb el començament de la primavera.

## Llegenda
Ovidi la identifica amb un personatge de l'Eneida també anomenat Anna, per tant, seria germana de Dido. Després de la tràgica mort de Dido, Anna, fugint de l'atac dels numidis, es va voler refugiar a Malta, cercant la protecció del rei Batos I, però una tempesta va desviar el seu vaixell cap a les costes del Latium. Allà va ser acollida per Enees, l'antic amant de la seva germana. Enees s'havia casat amb Lavínia, però aquesta es va posar gelosa i la va incitar a marxar. L'esperit de Dido se li va aparèixer en somnis a Enees i li va fer saber que Lavínia tenia pensat ofegar-la al riu Numicus. Llavors, ell i els seus soldats la van estar buscant i, en no trobar el seu cos, van deduir que s'havia convertit en una nimfa del corrent perpetu del riu (amnis perennis); des de llavors, se la va anomenar Anna Perenna i se li va donar culte.
Segons una altra versió, Anna Perenna era una veïna que va ajudar els plebeus romans durant les lluites de secessió de l'any 494 aC. Els plebeus, refugiats al Mons Sacer, es van quedar sense aliment i Anna els va auxiliar portant-los pa, fet per ella mateixa. Passat el conflicte, li van dedicar una estàtua.
També Ovidi narra que, poc després d'esdevenir una divinitat, el déu Mart li va demanar que parlés amb Minerva perquè li permetés fer-li l'amor. Anna el va enganyar dient-li que Minerva consentia i l'estava esperant a l'habitació, però quan Mart va córrer el vel del llit es va trobar amb Anna. Aquest relat era motiu de bromes el dia de la festa d'Anna Perenna.

## Celebració
La festa d'Anna Perenna era el 15 de març. Joan Laurenci diu que se li oferien sacrificis per assegurar un bon any. Ovidi fa una descripció detallada del dia de la seva festa. Es preparaven banquets als afores de Roma, a la vora de la via Flamínia, on hi havia un bosc sagrat. La festa servia per a donar esbargiment en un ambient distès, amb manifestacions d'alegria, balls i cants obscens.
Aquest bosc ha estat identificat amb el que hi ha prop del mont Parioli, on s'han trobat defixiones, malediccions inscrites en plom o figures de cera.
Es coneixen dos llocs de culte relacionats amb Anna Perenna: l'un a Buscemi, Sicília, on el 1899 es van trobar unes inscripcions esmentant Anna i Apol·lo; i en una deu d'aigua a Roma, on també es van trobar inscripcions el 1999.